# Dawson County, Montana
Dawson County är ett administrativt område i delstaten Montana, USA. År 2010 hade county 8 966 invånare. Den administrativa huvudorten (county seat) är Glendive. 

## Geografi
Enligt United States Census Bureau har countyt en total area på 6 172 km². 6 146 km² av den arean är land och 26 km² är vatten. 

### Angränsande countyn
- Richland County, Montana - nord
- Wibaux County, Montana - öst
- Prairie County, Montana - syd
- McCone County, Montana - väst